# Anaglyptus nokosanus
Anaglyptus nokosanus är en skalbaggsart som först beskrevs av Tadao Kano 1933.  Anaglyptus nokosanus ingår i släktet Anaglyptus och familjen långhorningar. Inga underarter finns listade i Catalogue of Life.